# Руски паметник
Руският паметник в София е първият паметник, построен в столицата на освободеното от османско владичество Княжество България. Намира се на пътя, по който Осман Нури паша бяга от София към Перник на 22 декември 1877 г.
Паметникът е издигнат на 29 юни 1882 г. по руска инициатива и с руски средства, възлизащи на 25 000 златни лева. Не е известен проектантът, но предположенията са за архитект Вокар (проектирал паметници в Добрич, Плевен, Разград, Свищов и др.) или академик В. Йосифов Шервурд (автор на проекти за паметници в Плевен). Принос в издигането му има предприемачът Иван Хаджиенов, по-късно кмет на София
Паметникът представлява обелиск: четиристенна пирамида с пресечен връх над постамент от три стъпала. От източната страна на обелиска стои мраморен релеф на руския държавен герб и руския военен орден за храброст „Свети Георги“ (Георгиевски кръст). Издълбан е надписът „В царствованіи Александра II-го императора всероссійского волею и любовью его освобождена Болгария 19 февраля 1878 года“. На западната му страна е вградена втора плоча с надпис „Не намъ. Не намъ, а имени твоему. 1877 – 1878“
В края на 19-и и началото на 20 век площадът на паметника се превръща в център на градоустройствените планове за тази част на София. Днес около него е кръговото кръстовище на булевардите „Скобелев“ и „Тотлебен“. В близост се намират Петте кьошета, площад „Македония“ и най-големият в България Център по спешна медицина „Пирогов“.
През 1944 г. паметникът пострадва от англо-американските бомбардировки, но щетите бързо са възстановени. През 2015 г. паметникът, градината и площадът са основно ремонтирани.

## Галерия
- Руски паметник от източната страна
- Плочата от източната страна
- Плочата от западната страна
- Релефа с руския герб и Георгиевския кръст